# Municipio de Madison (condado de Howard)
El municipio de Madison (en inglés: Madison Township) es un municipio ubicado en el condado de Howard en el estado estadounidense de Arkansas. En el año 2010 tenía una población de 1564 habitantes y una densidad poblacional de 15,49 personas por km².

## Geografía
El municipio de Madison se encuentra ubicado en las coordenadas 34°5′24″N 94°2′22″O / 34.09000, -94.03944. Según la Oficina del Censo de los Estados Unidos, el municipio tiene una superficie total de 100.94 km², de la cual 100,75 km² corresponden a tierra firme y (0,19 %) 0,19 km² es agua.

## Demografía
Según el censo de 2010, había 1564 personas residiendo en el municipio de Madison. La densidad de población era de 15,49 hab./km². De los 1564 habitantes, el municipio de Madison estaba compuesto por el 95,46 % blancos, el 0,32 % eran afroamericanos, el 1,09 % eran amerindios, el 1,53 % eran de otras razas y el 1,6 % eran de una mezcla de razas. Del total de la población el 3,77 % eran hispanos o latinos de cualquier raza.